# Leuronychus
Leuronychus is een geslacht van hooiwagens uit de familie Sclerosomatidae.
De wetenschappelijke naam Leuronychus is voor het eerst geldig gepubliceerd door Banks in 1900. 

## Soorten
Leuronychus omvat de volgende 2 soorten:
- Leuronychus fulviventris
- Leuronychus pacificus